# Матіас Кастрен
Ма́тіас Кастре́н (швед. Matthias Alexander Castrén, повне ім'я — Матіас Александр Кастре́н; 2 грудня 1813 року — 7 травня 1853 року) — фінський вчений-лінгвіст, філолог та етнограф, який своїми працями фактично поклав початок науковому дослідженню низки угрофінських народів Північної Європи й Західного Сибіру (саами, комі, марійці, обські угри — ханти і мансі), а також ненців, кетів тощо.

## Біографія

### Дитинство і роки навчання (до закінчення Гельсінського університету)
Матіас Кастрен народився 2 грудня 1813 року в селищі Тервола (Кемська Карелія) в багатодітній родині лютеранського пастора, шведськомовного фіна. Коли Матіасу було 12 років, у 1825 році, помер його батько, і за допомогою дядька Матіас Кастрен вирушив до Оулу, де вчиться у школі. Вже змалку Кастрен заробляв собі на життя вчителюванням, навчаючи молодших віком дітей.
У 1828 році Матіас Кастрен вступив до Александрівського університету в Гельсінки. Спочатку Кастрен присвятив себе вивченню грецької та давньоєврейської мов, маючи намір, як і батько, податися до церкви. Та згодом майбутній засновник угрознавства втягнувся і цілком присвятив себе дослідженням фінської та інших фіно-угорських мов, фольклору та міфології фіно-угрів.

### Дослідницькі експедиції Кастрена
По закінченні університету для Кастрена стало очевидною необхідність безпосереднього вивчення неписемних і маловідомих на той час угро-фінських народностей Російської імперії. Саме тому в 1838 році для збору матеріалів з етнографії та мов цих народів він разом зі своїм університетським товаришем доктором Ернстрьомом (Dr. Ehrström) здійснив свою першу наукову поїздку — Лапландією. У наступному, 1839 році коштом Фінського Літературного товариства він вирушив до Карелії. Плодом цих перших мандрівок Кастрена стала його перша дисертація «Про спорідненість відмінків фінської, естонської та саамської мови».
У 1841 році Матіас Кастрен видав шведський переклад фінського епосу Калевала, оригінал якого у 1835—1836 роках опублікував знаний фінський філолог Еліас Леннрот.
Саме з Леннротом у 1842 році Матіас Кастрен вирушив на Урал у свою першу тривалу наукову мандрівку, яка тривала 3 роки до 1844 року. Протягом цього часу Кастрен вивчав мови і побут та збирав матеріали з фольклору і матеріальної культури як угро-фінів, так і ненців. Результатом його досліджень стала публікація після повернення з експедиції у 1844 році двох монографій «Граматична будова мови зирян» (лат. «Elementa grammatices Syrjaenae») та «Граматична будова мови чемерисів» (лат. «Elementa grammatices Tscheremissae»), присвячених відповідно граматикам комі та марійської мов.
Після захисту докторської дисертації в 1845 році Кастрен за дорученням Санкт-Петербурзької академії наук вирушив у своє найтриваліше чотирьохрічне наукове відрядження до Сибіру, що тривало в період 1845—1849 років. За цей час Кастрен зібрав величезну кількість наукових матеріалів, але, на жаль, остаточно підірвав своє здоров'я.
По поверненні з мандрівки, Матіас Кастрен викладав у Гельсінському університеті та опублікував ще дві монографії — у 1849 році дослідження, присвячене хантській мові, «Спроба вивчення мови остяків» (нім. «Versuch einer ostjakischen Sprachlehre»), а в наступному, 1850 році трактат «Про особові афікси в алтайських мовах» (лат. «De affixis personalibus linguarum Altaicarum»).
У 1850 році Кастрен одружився з 19-річною донькою професора Тенґстрьома, з якою мав сина.
Від 1851 року — професор новоутвореної кафедри фінської філології Гельсінського університету.
Кастрен тяжко хворів, та до кінця життя не полишає наукової діяльності, працюючи над словником самодійських мов. Він помер 7 травня 1853 року від сухот.

## Наукова спадщина Матіаса Кастрена та її значення
Після смерті Матіаса Кастрена його наукові праці видавалися в різних країнах і різними мовами.
Зокрема, були видані німецькою роботи, які Кастрен не встиг опублікувати за життя: у 1854 році «Граматика самодійських мов» (нім. «Grammatik der samojedischen Sprachen»), а в наступному 1855 році «Покажчик слів самодійських мов» (нім. «Wörterverzeichnis aus den samojedischen Sprachen»).
Відразу після 1851 року в період з 1852 по 1858 роки побачили світ п'ять томів досліджень Кастрена шведською мовою, розділені хронологічно і тематично:
1. Reseminnen från åren 1838—1844
2. Reseberättelser och bref åren 1845—1849
3. Föreläsningar i finsk mytologi
4. Ethnologiska föreläsningar öfver altaiska folken
5. Smärre afhandlingar och akademiska dissertationer

Німецький переклад цих праць опубліковано Антоном Шіфнером (Anton Schiefner), який також видав деякі рукописи Кастрена й низку зібраних ним матеріалів. У 1860 році було опубліковано російською «Мандрівку Лапландією, Північною Росією та Сибіром» (рос. «Путешествие по Лапландии, Северной России и Сибири»).
Значно пізніше, вже у ХХ столітті, фінські вчені, зокрема Т. Лехтісало (Lehtisalo), видали праці Кастрена фінською, а також опублікували чимало зібраних ним матеріалів з лінгвістики й фольклору народів Поволжя та Західного Сибіру.
Значення і геній Матіаса Кастрена як у тому, що він фактично фундатор теоретичного угрознавства й вивчення деяких неугорських народів Сибіру, так і в колосальності й виключній цінності зібраного ним матеріалу. Кастрен самотужки створив писемність на латинці для деяких народів — саме його працю використали вже у СРСР, спочатку «створуюючи» абетки для хантів, ненців, а потім переводячи їх у 1930-х роках на кирилицю.